# مقصدهای پروازی اژین ایرلاینز
تا تاریخ مه ۲۰۱۶ اژین ایرلاینز به ۷۸ مقصد، پروازهای برنامه‌ریزی‌شده انجام می‌داد که این عدد بدون پروازهای زیرمجموعه‌اش المپیک ایر و پروازهای چارتر است. با احتساب پروازهای المپیک ایر و چارتر، تعداد مقصدهای پروازی اژین ایرلاینز ۹۷ مقصد است.

## مسیرهای برنامه‌ریزی‌شده

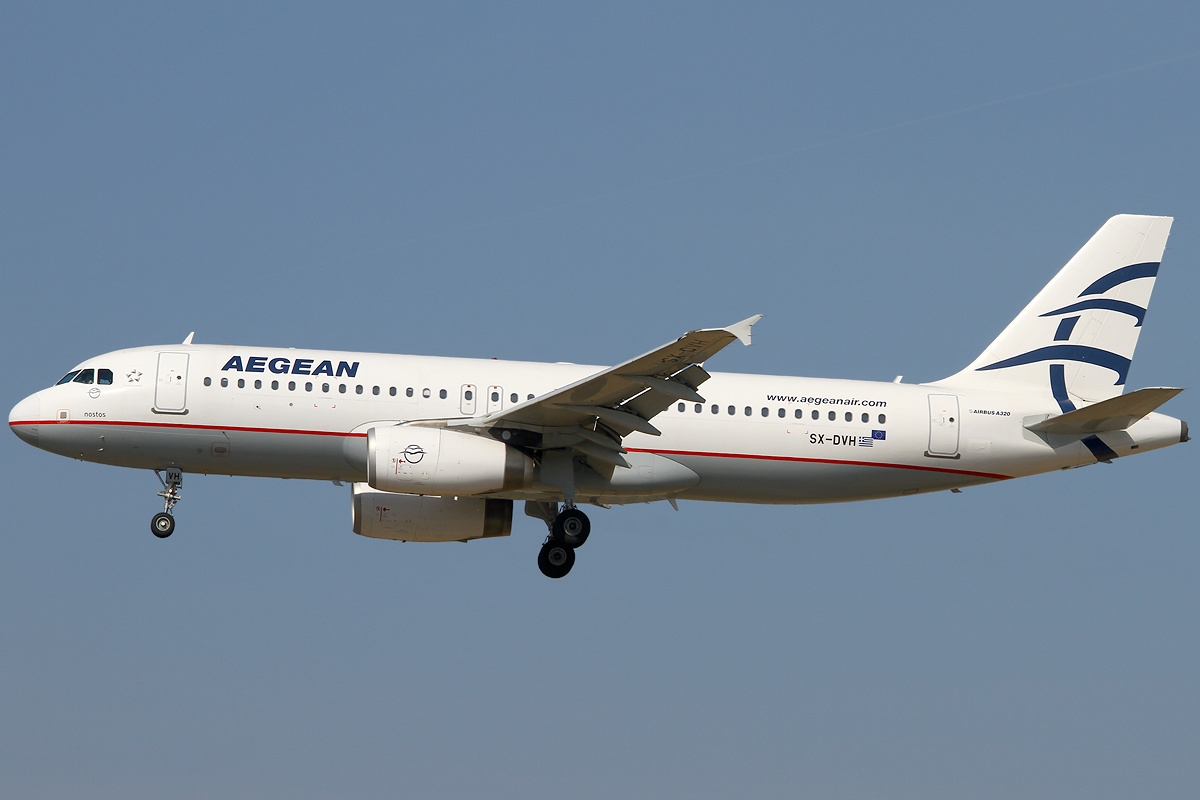
یک فروند ایرباس ای۳۲۰ اژین ایرلاینز.

| Hub | قطب         |
| *   | شهر کانونی  |
| +   | مسیرهای آتی |
| Ø   | فصلی        |

## مسیرهای خاتمه‌یافته
- جمهوری آذربایجان – فرودگاه بین‌المللی حیدر علی‌اف[۵]
- مصر – فرودگاه بین‌المللی شرم‌الشیخ[۶]
- آلمان – فرودگاه کلن بن،[۷][۸][۹] فرودگاه نورنبرگ[۷][۸][۹][۱۰]
- یونان – فرودگاه بین‌المللی الکساندروپولیس، فرودگاه بین‌المللی الینیکو، فرودگاه بین‌المللی سفلوونیا، فرودگاه ملی جزیره کایاس، فرودگاه ملی یوآنینا، فرودگاه بین‌المللی کاوالا، فرودگاه بین‌المللی جزیره کوس، فرودگاه بین‌المللی لمنز، فرودگاه بین‌المللی موتیلنه، فرودگاه بین‌المللی سمس، فرودگاه عمومی سیتیا[۱۱]
- ایتالیا – فرودگاه بلوونی گوگلیلمو مارکونی،[۱۲] فرودگاه لینیت،[۱۳] فرودگاه ورونا[۱۴]
- کویت – فرودگاه بین‌المللی کویت[۱۵]
- جمهوری مقدونیه – فرودگاه اسکندر کبیر اسکوپیه[۱۶]
- روسیه – فرودگاه استریگینو،[۱۷] فرودگاه بولشویه ساوینو،[۱۷] فرودگاه روستوف-نا-دونو،[۱۸] فرودگاه کولتسوو[۱۷]
- امارات متحده عربی – فرودگاه بین‌المللی ابوظبی
- بریتانیا – فرودگاه استانستد لندن
- اوکراین – فرودگاه کیف ژولیانی، فرودگاه بین‌المللی ماریوپل[۱۹]